# Villers-Robert
Villers-Robert és un municipi francès situat al departament del Jura i a la regió de Borgonya - Franc Comtat. L'any 2007 tenia 195 habitants.

## Demografia

### Població
El 2007 la població de fet de Villers-Robert era de 195 persones. Hi havia 74 famílies de les quals 12 eren unipersonals (4 homes vivint sols i 8 dones vivint soles), 35 parelles sense fills, 19 parelles amb fills i 8 famílies monoparentals amb fills.
La població ha evolucionat segons el següent gràfic:
Habitants censats

### Habitatges
El 2007 hi havia 94 habitatges, 74 eren l'habitatge principal de la família, 14 eren segones residències i 6 estaven desocupats. 89 eren cases i 5 eren apartaments. Dels 74 habitatges principals, 60 estaven ocupats pels seus propietaris, 12 estaven llogats i ocupats pels llogaters i 3 estaven cedits a títol gratuït; 3 tenien dues cambres, 7 en tenien tres, 24 en tenien quatre i 40 en tenien cinc o més. 63 habitatges disposaven pel capbaix d'una plaça de pàrquing. A 29 habitatges hi havia un automòbil i a 42 n'hi havia dos o més.

### Piràmide de població
La piràmide de població per edats i sexe el 2009 era:
| Homes | Edats   | Dones |
| ----- | ------- | ----- |
| 0     | 95 o +  | 0     |
| 0     | 90 a 94 | 2     |
| 0     | 85 a 89 | 1     |
| 0     | 80 a 84 | 1     |
| 2     | 75 a 79 | 4     |
| 5     | 70 a 74 | 5     |
| 6     | 65 a 69 | 4     |
| 2     | 60 a 64 | 6     |
| 6     | 55 a 59 | 4     |
| 6     | 50 a 54 | 8     |
| 6     | 45 a 49 | 3     |
| 5     | 40 a 44 | 8     |
| 3     | 35 a 39 | 6     |
| 5     | 30 a 34 | 4     |
| 2     | 25 a 29 | 4     |
| 2     | 20 a 24 | 5     |
| 6     | 15 a 19 | 5     |
| 4     | 10 a 14 | 7     |
| 8     | 5 a 9   | 5     |
| 3     | 0 a 4   | 4     |

## Economia
El 2007 la població en edat de treballar era de 126 persones, 94 eren actives i 32 eren inactives. De les 94 persones actives 81 estaven ocupades (42 homes i 39 dones) i 13 estaven aturades (5 homes i 8 dones). De les 32 persones inactives 12 estaven jubilades, 7 estaven estudiant i 13 estaven classificades com a «altres inactius».

### Ingressos
El 2009 a Villers-Robert hi havia 76 unitats fiscals que integraven 205 persones, la mediana anual d'ingressos fiscals per persona era de 16.320 €.

### Activitats econòmiques
Dels 7 establiments que hi havia el 2007, 1 era d'una empresa de fabricació d'altres productes industrials, 1 d'una empresa de construcció, 2 d'empreses de comerç i reparació d'automòbils, 1 d'una empresa immobiliària i 2 d'empreses classificades com a «altres activitats de serveis».
L'any 2000 a Villers-Robert hi havia 3 explotacions agrícoles.

## Equipaments sanitaris i escolars
El 2009 hi havia una escola elemental integrada dins d'un grup escolar amb les comunes properes formant una escola dispersa.

## Poblacions més properes
El següent diagrama mostra les poblacions més properes.